# Micky Brennan
Mick Brennan (sinh ngày 17 tháng 5 năm 1952 ở Salford) là một cầu thủ bóng đá người Anh đã giải nghệ. Ông thi đấu ở vị trí tiền đạo hoặc tiền vệ.
Năm 1977, Micky Brennan nằm trong đội hình của Cleveland State University. Sau đó ông có trong danh sách thi đấu cho Cleveland Cobras của American Soccer League năm 1978.